# 소를 넣은 음식 목록

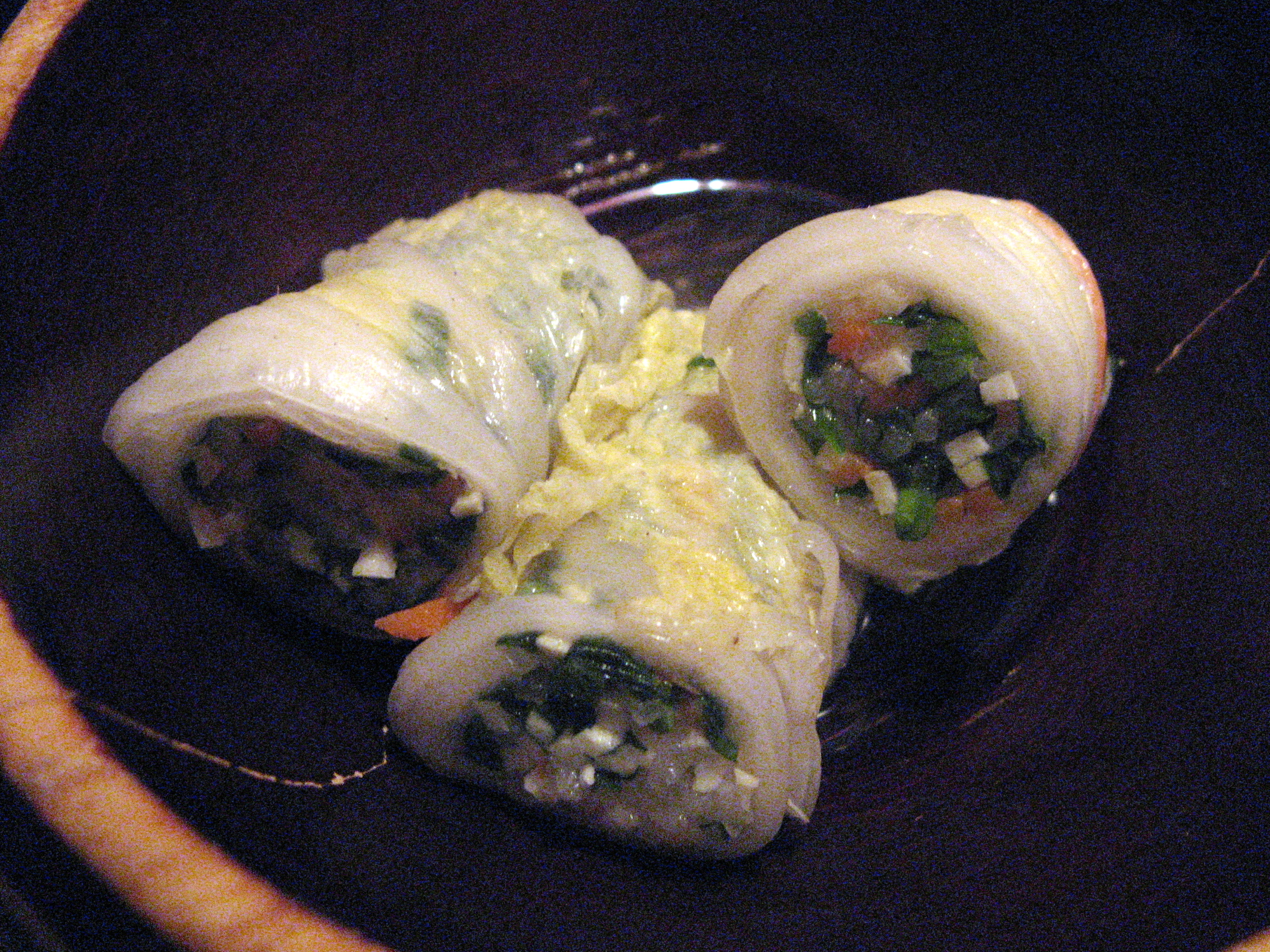
배추선

다음은 소를 넣은 음식 목록이다.

## 종류

### 소를 넣은 채소·과일

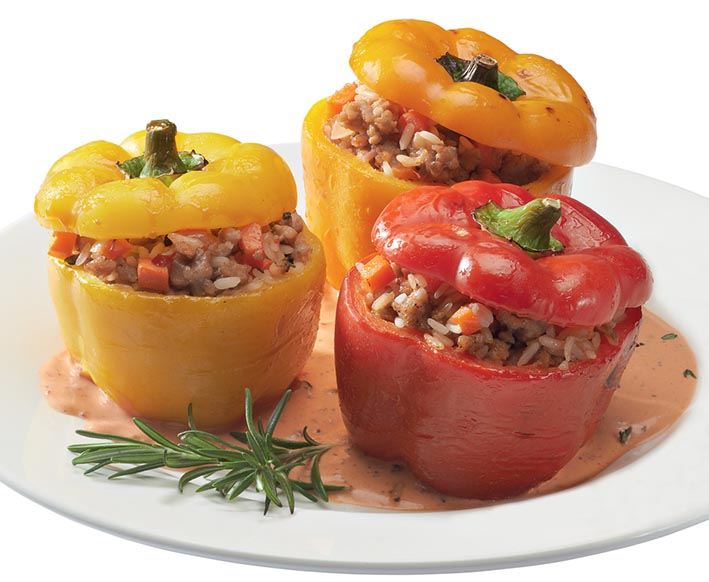
돌마

- 가지순대
- 고웡프키
- 고추순대
- 고추전
- 깻잎전
- 돌마
- 사르마
- 선
- 숭채만두
- 양배추말이
- 예미스타
- 이맘바이을드
- 콜돌마르
- 파르시
- 포도잎말이
- 하파마
- 호박꽃만두
- 호박꽃전

### 소를 넣은 생선·해물

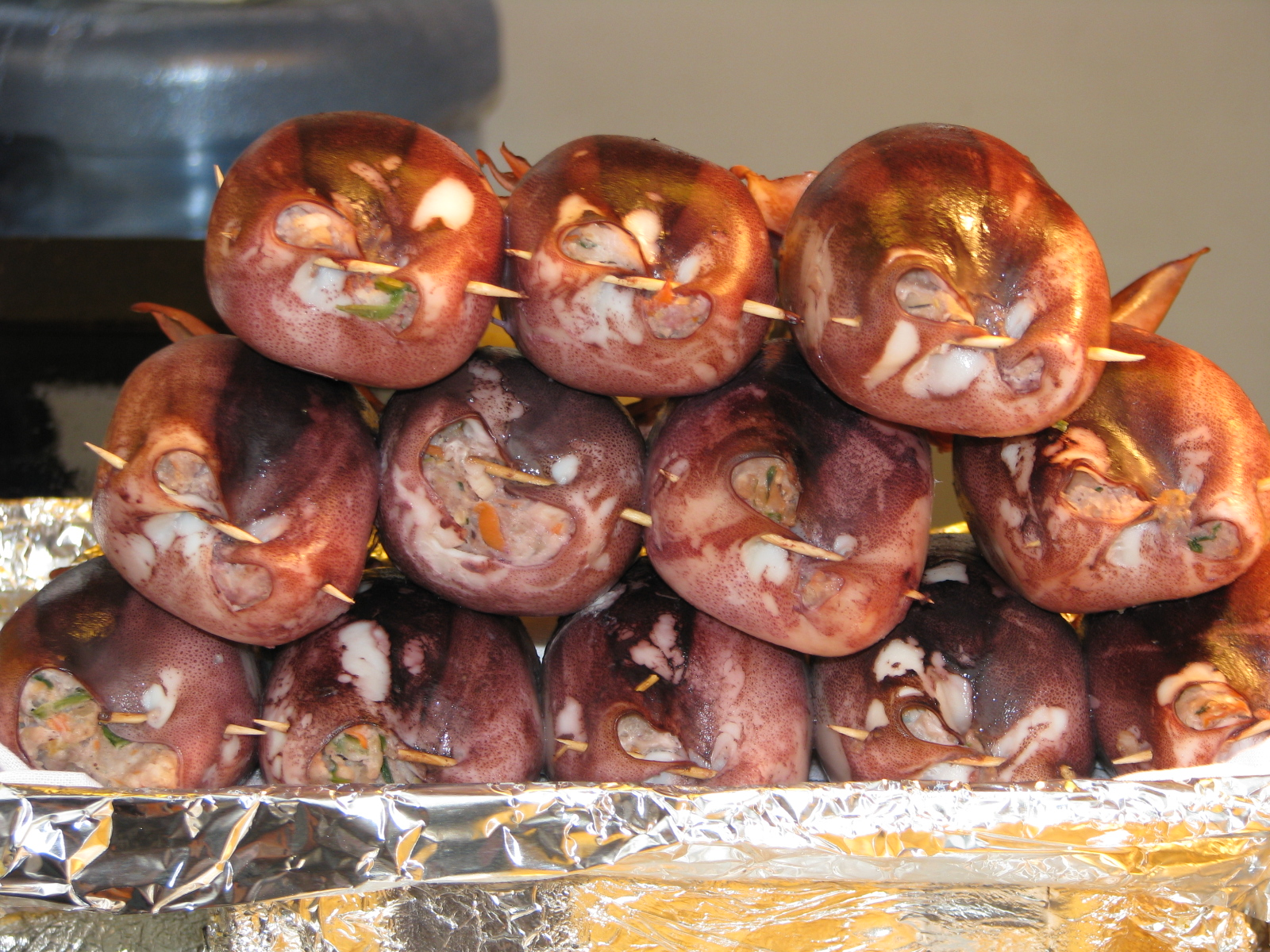
오징어순대

- 김말이튀김
- 명태순대
- 발르크 래밴기시
- 어만두
- 어선
- 오징어순대

### 소를 넣은 고기·내장

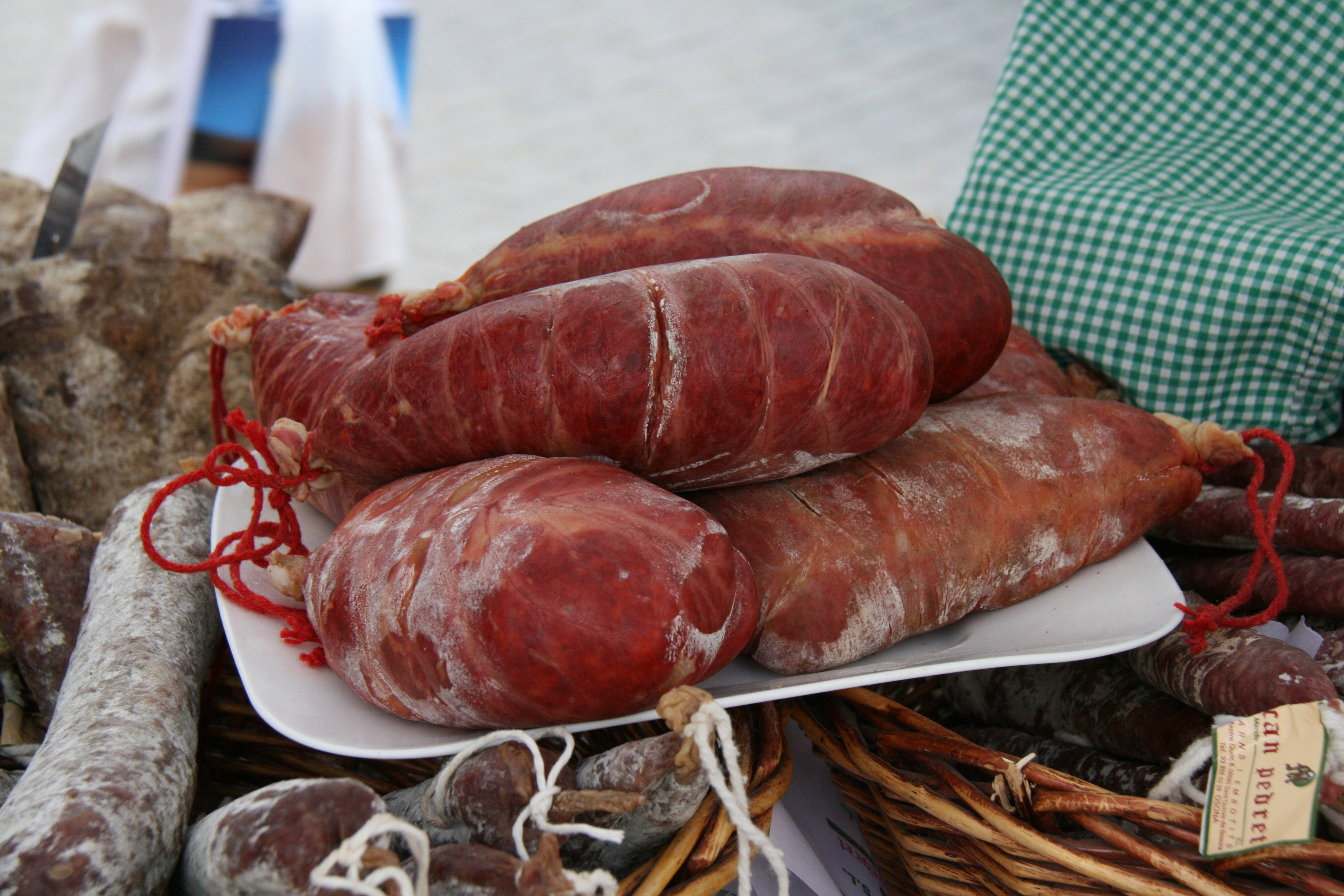
보텔루

- 라창
- 레버부르스트
- 리촌
- 링구이사
- 모르타델라
- 무스타마카라
- 바이스부르스트
- 보텔루
- 부댕
- 브라트부르스트
- 블랙 푸딩
- 비엔나 소시지
- 살피캉
- 삼계탕
- 소시지
- 쇼리수
- 수주크
- 순대
- 알례이라
- 초리소
- 칠면조고기
- 카즈
- 코르동 블뢰
- 코테키노
- 크란스카 소시지
- 키에우바사
- 토유크 래밴기시
- 페퍼로니
- 포르케타
- 해기스
- 화이트 푸딩

### 소를 넣은 쌀밥 요리

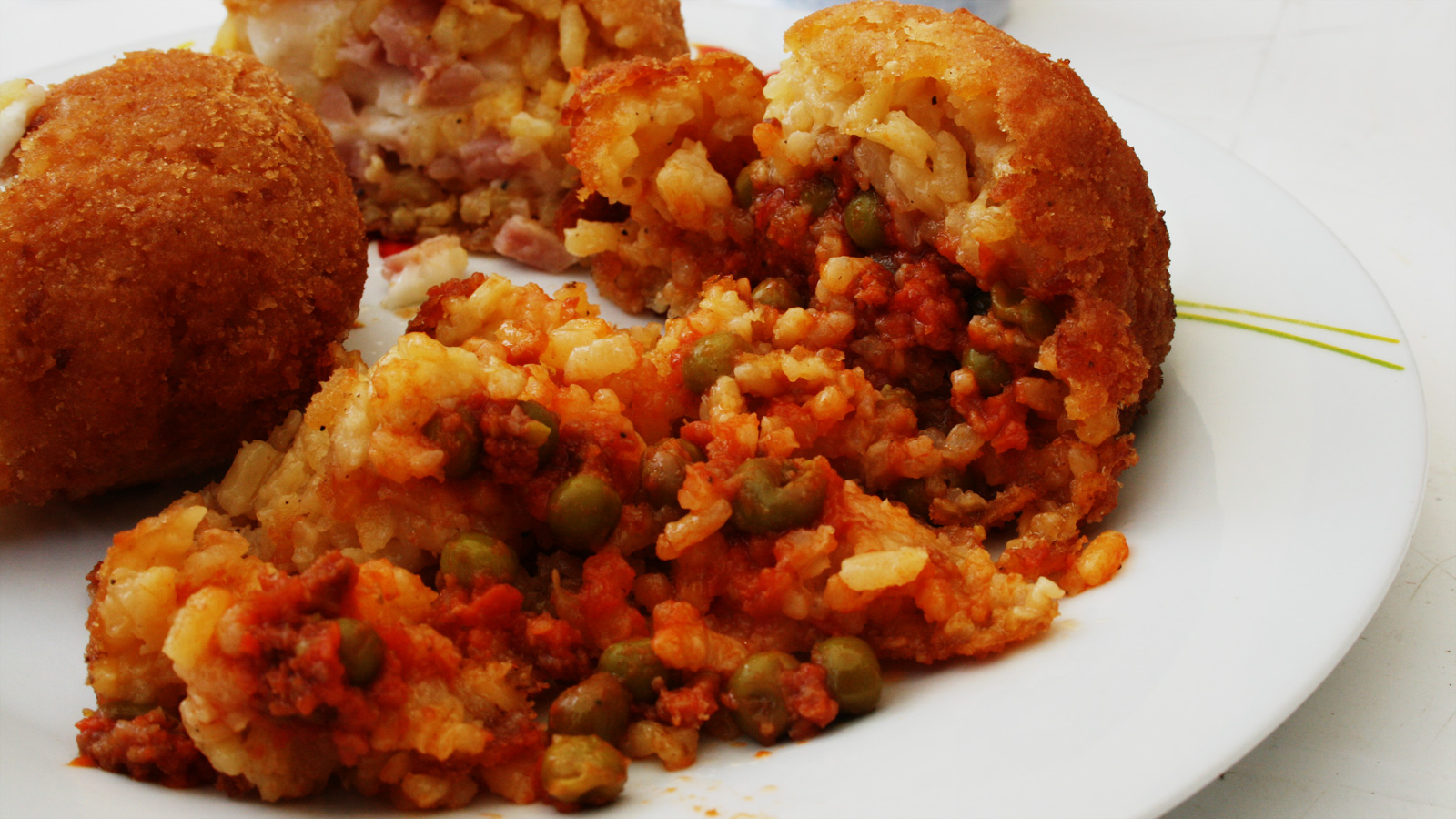
아란치니

- 김밥
- 마키즈시
- 아란치니
- 오니기리
- 주먹밥
- 캘리포니아 롤

### 소를 넣은 반죽 음식

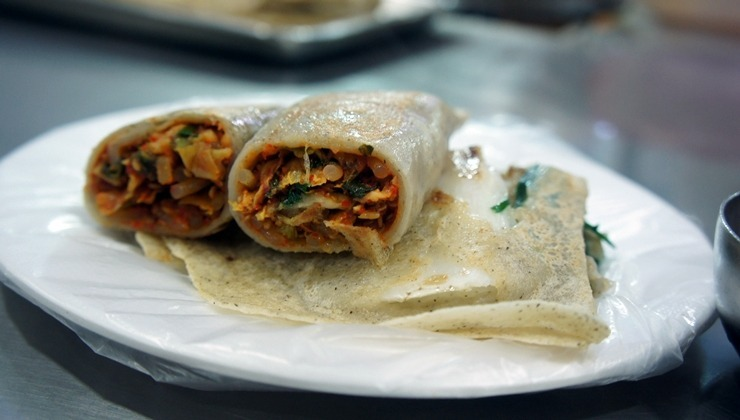
메밀전병

- 개피떡
- 거우부리
- 경단
- 계란빵
- 고로케
- 고이 꾸온
- 곡자이
- 교자
- 국화빵
- 궈톄
- 꿀떡
- 니쿠만
- 다이후쿠
- 다코야키
- 단팥빵
- 라비올리
- 랩
- 로티 차나이
- 마살라 도사
- 만두
- 만두과
- 만주
- 만트
- 모모
- 무르타박
- 미트 파이
- 바오쯔
- 바인 꾸온
- 바인 바오
- 바인 쌔오
- 바인 쯩
- 바인 푸테
- 반시
- 밴새
- 부꾸미
- 부즈
- 붕어빵
- 빙떡
- 뻐삐앙
- 사모사
- 사오마이
- 삼사
- 샤오룽바오
- 성젠만터우
- 송편
- 스파나코피타
- 엔칠라다
- 월병
- 이마가와야키
- 자오쯔
- 전병
- 주악
- 짜 조
- 쭝쯔
- 찐빵
- 차시우바우
- 찰보리빵
- 체펠리나이
- 추치바라
- 춘권
- 칼초네
- 코시냐
- 콘도그
- 킵베
- 탕위안
- 통영꿀빵
- 파스테우
- 퍈세
- 펠메니
- 편수
- 풀빵
- 피로조크
- 피에로기
- 피테팔트
- 하가우
- 하차푸리
- 호두과자
- 호떡
- 호빵
- 혼돈
- 황남빵
- 후슈르
- 훈툰
- 힌칼리

## 같이 보기
- 팥소
- 콩소